# Sandhi
Sandhi (sanscrită: संधि saṃdhí "aderare") este un termen de acoperire pentru o mare varietate de procese care au loc la fonologia morfemelor sau la cuvintele limitate (aparținând, astfel, la ceea ce se numește morfofonologie). Exemplele includ fuziunea sunetului dincolo de cuvinte, așa cum sugerează și numele, și modificarea sunetelor cauzate de sunetele vecine sau ca urmare a funcției gramaticale de cuvinte adiacente.
Sandhi apare în special vizibil în fonologia limbilor indiene (în special Tamil, Telugu, Kannada, Malayalam, Marathi, Bengali și cel mai important, Sanscrita, care are reguli complexe legate de sandhi).

## Tipuri
- Tipul de Sandhi intern dispun de modificarea sunetelor în cuvinte la limitele morfemelor.
- Tipul de Sandhi extern se referă la modificările constatate aduse cuvintelor, cum ar fi pronunțarea termenilor zege cărți în loc de zece cărți, în unele dialecte ale limbii române.

În timp ce acesta poate fi extrem de frecventat în vorbire, sandhi (mai ales cel extern) este de obicei ignorat în ortografie, așa cum este cazul în limba engleză, cu excepția distincției între "o" și "o" (sandhi, cu toate acestea, reflectă sistemul de scriere atât în sanscrită cât și în multe alte limbi indiene, precum și în italiană și în cazul cuvintelor sintactic lexicalizate).
În fonologia japoneză, sandhi este expus în primul rând în rendaku (mutație a consoanei în unele contexte) și în conversia caracterului つ sau く (TSU, ku), (sokuon っ), ambele sunt reflectate în ortografie - într-adevăr, っ simbolul este derivat din つ, și exprimarea este indicată prin adăugarea a două puncte ca  か / が (連声) ka, ga, ceea ce face relația clară. 
Efectele sandhi externe pot deveni uneori morfologizate, de exemplu, se aplică numai în anumite medii morfologice și sintactice (de exemplu, Tamil ) și, în timp, se transformă în mutații consonantice.
Cele mai multe limbi tonale au un ton sandhi, în care tonurile de cuvinte alterează în conformitate cu regulile prestabilite. Un exemplu este comportamentul celui de-al treilea ton în chineza mandarină. Atunci când tonul 3 are loc înainte de un alt ton 3 ia forma unui ton 2 (un ton în creștere), și atunci când apar alte sunete, este pronunțat ca un ton grav în scădere, cu nici o creștere la sfârșit. 

## Vezi și
- Lingvistică
- Sanscrită
- Pausa